# 水無月 (アルバム)
『水無月』（みなづき）は、里アンナの3枚目のオリジナルアルバム。2006年6月21日発売。発売元はチャプター・ワン/コロムビア。 

## 収録曲
1. 美しい地球に生まれ
2. 水無月

タイトル曲。
3. まつりの夜
4. アモーレ

日本香堂「青雲アモーレ」のCMソングに起用された。また、日本香堂がスポンサーを務めるインターネットラジオ番組「癒しの香ギャラリー」のエンディングテーマになっている。
5. 過ぎゆく季節
6. Dream Dream Dream

### DVD
1. 美しい地球に生まれ（ミュージック・ビデオ）
2. まつりの夜（ミュージック・ビデオ）